# فوشا (بيدمونت)

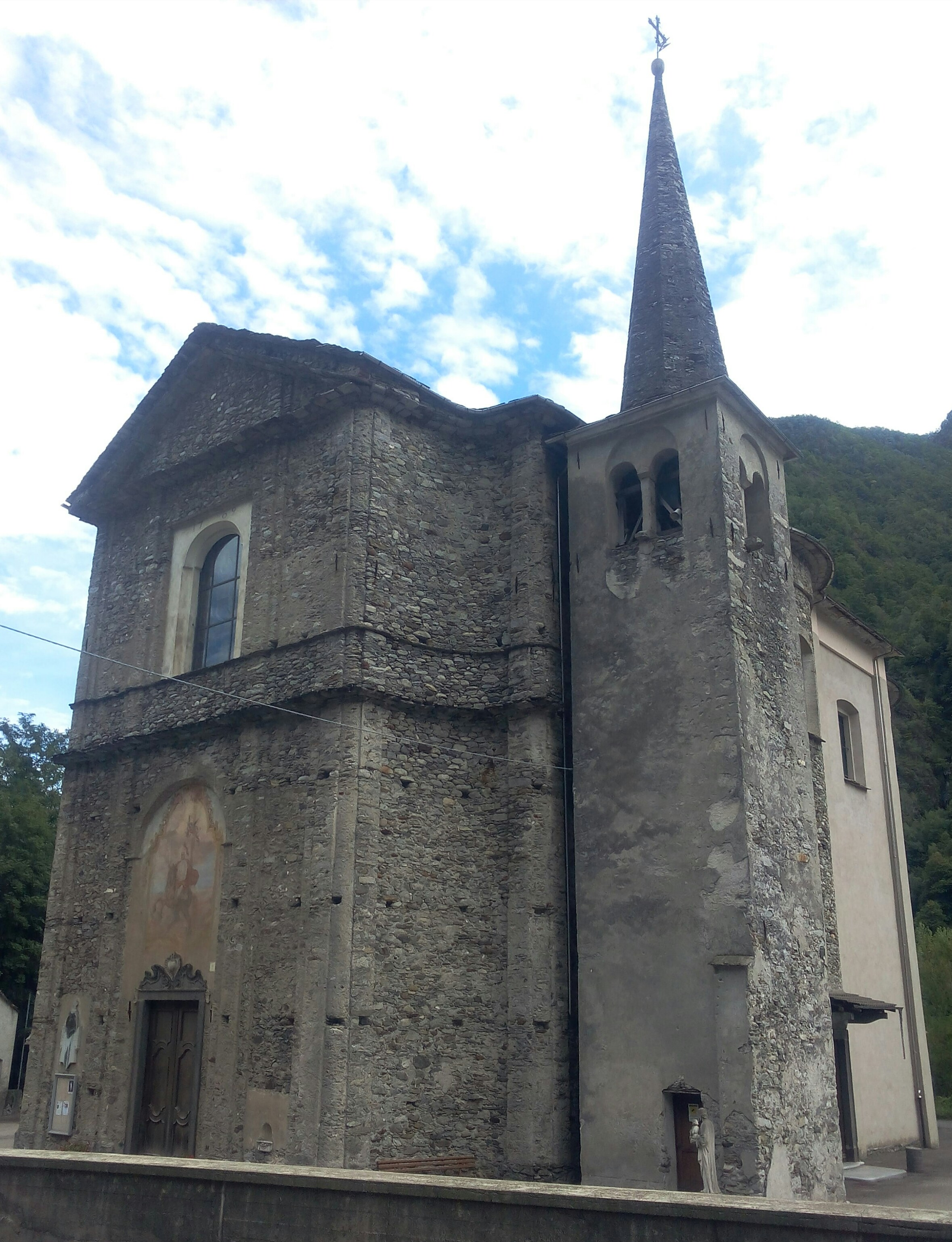
كنيسة الرعية

فوشا هي بلدية في مقاطعة فرشيلي التابعة لإقليم بييمونتي الإيطالي، تقع على بعد حوالي 90 كيلومتر (56 ميل) إلى الشمال الشرقي من مدينة تورينو وحوالي 60 كيلومتر (37 ميل) إلى الشمال الغربي من فيرتشيلي. في 31 كانون الأول / ديسمبر 2004 كان عدد سكانها 158 نسمة، وتبلغ مساحتها 20.1 كيلومتر مربع (7.8 ميل2).
تقع فوشا على حدود البلديات التالية: بالموشيا، بورغوسيشيا، كرافاليانا، بوستوا، سكوبا، فارالو.